# Portsmouth, Rhode Island
Portsmouth är en kommun (town) i Newport County i delstaten Rhode Island, USA med cirka 17 149 invånare (2000). Den har enligt United States Census Bureau en area på 153,6 km².

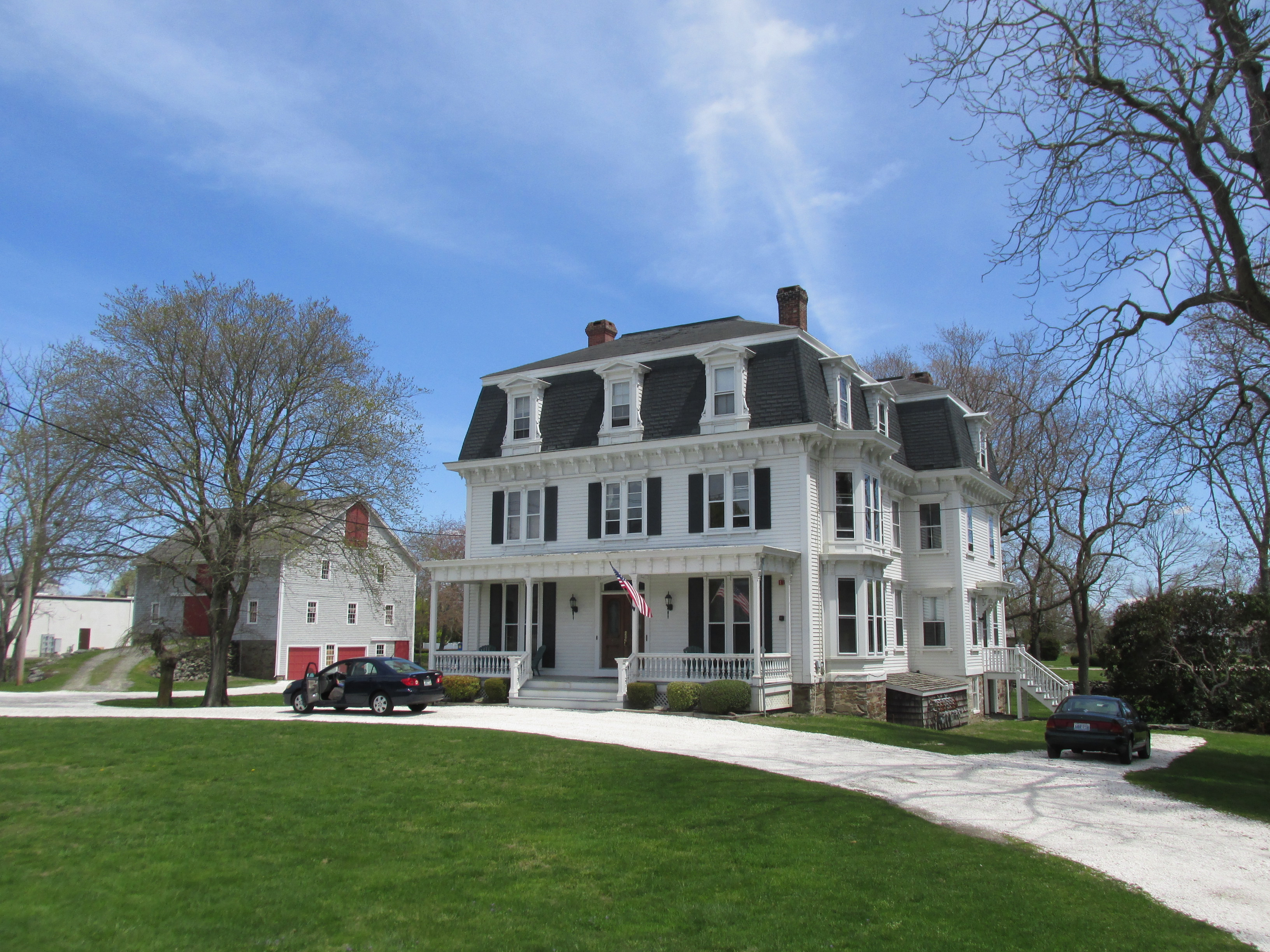